# Zygmunt Janiszewski

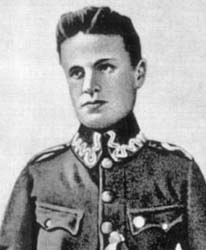
Zygmunt Janiszewski

Zygmunt Janiszewski (Warschau, 12 juni 1888 – Lwów, 3 januari 1920) was een Poolse wiskundige uit de Warschause wiskundeschool.
Janiszewski studeerde vanaf 1907 in Zürich, München, Göttingen en Parijs. In 1911 promoveerde hij aan de Sorbonne bij Henri Lebesgue. Voor de Eerste Wereldoorlog doceerde hij vanaf 1911 aan de Société des cours des Sciences in Warschau (een illegale universiteit onder de Russische overheersing). Vanaf 1913 deed hij hetzelfde in Lwów. In de Eerste Wereldoorlog vocht hij aan Oostenrijkse zijde als soldaat in het Józef Pilsudski-legioen en was daarna actief in de ondergrondse. Onder de naam Zygmunt Wicherkiewicz was hij onder andere directeur van een weeshuis. Na de oorlog werd hij in 1918 hoogleraar aan de Universiteit van Warschau. Hij besteedde zijn familievermogen voor charitatieve doeleinden en stimulering van het onderwijs. Samen met Wacław Sierpiński en Stefan Mazurkiewicz was hij de oprichter van het wiskundig tijdschrift, Fundamenta Mathematicae. Janiszewski overleed op 31-jarige leeftijd aan de gevolgen van de Spaanse griep.
Als wiskundige hield hij zich vooral bezig met een verzamelingenleer-theoretische onderbouwing van de topologie. Hij was een van de grondleggers van deze richting in Polen, die na zijn dood in de jaren 1920 tot grote bloei kwam.